# Mahallat
Mahallat (pers. محلات) – miasto w Iranie, w ostanie Markazi. W 2006 roku miasto liczyło 35 319 mieszkańców w 10 285 rodzinach.